# Merkwürdig
Merkwürdig ist eine erstmals 1962 veröffentlichte Erzählung von Wolfgang Borchert.

## Aufbau und Inhalt
Die Geschichte ist in drei Kapitel aufgeteilt, die nur aus einem, zwei und vier Sätzen bestehen.
Im ersten Abschnitt bemerkt der Abiturient Hans Hellkopf im Krieg, dass der Bataillonskommandeur ihn stets an seinen alten Studienrat erinnert.
Im zweiten Kapitel wundert sich besagter Hellkopf nach dem Krieg, dass der Studienrat ihn immer an seinen ehemaligen Bataillonskommandeur erinnert. Er führt dies auf die Frisur zurück.
Im finalen Teil äußert der Studienrat Dr. Olaf gegenüber einem Kollegen, dass die vom Schulhof eintretenden Primaner ihn an sein ehemaliges Bataillon erinnern. Während er den Grund dafür in den „frischen, blanken Gesichtern“ sieht, nennt der andere Lehrer die Stiefel als Vergleichsmerkmal.

## Veröffentlichung
Das Werk war Teil des posthum erschienenen Sammelbandes Die traurigen Geranien, der erstmals 1962 vom Rowohlt Verlag veröffentlicht wurde. Volk und Welt gab die Geschichte im Rahmen der Reihe Erkundungen auch in der DDR heraus.